# Eduardo Novella Contreras
Eduardo Novella Contreras (Villan, França, 1818 - Madrid, 20 d'octubre de 1865) fou un astrònom espanyol, acadèmic de la Reial Acadèmia de Ciències Exactes, Físiques i Naturals.
Nascut a França, quan va tornar a Espanya es va establir a Madrid, on va estudiar jurisprudència i ciències i va ser deixeble d'Alberto Lista. Traslladat a Cadis, va treballar com a professor de matemàtiques al Col·legi San Felipe Neri i a l'Institut d'Ensenyament Mitjà, i després tornà a Madrid on va donar classes a la Reial Acadèmia de Belles Arts de Sant Ferran. Durant uns anys va visitar els Observatoris de Pàdua, Paris, Londres i Berlín, i quan va tornar en 1853 va ser nomenat primer astrònom de l'Observatori Astronòmic de Madrid, i en virtut d'aquest càrrec va dirigir una expedició astronòmica al Moncayo. En 1849 va ocupar durant poc temps la càtedra de matemàtiques sublimes en la Universitat de Santiago de Compostel·la i en 1857 va obtenir la càtedra d'astronomia i geodèsia de la Universitat Central de Madrid.
En 1861 va ser escollit acadèmic de la Reial Acadèmia de Ciències Exactes, Físiques i Naturals, però no en va prendre possessió fins al 25 de juny de 1865 amb el discurs Consideraciones acerca de la naturaleza del sol. Va morir poc després, el 20 d'octubre de 1865 durant l'epidèmia de còlera de Madrid.